# أنجيرك (بزنجان)
أنجیرك (بالفارسية: انجیرک) هي قرية تقع في إيران في قسم بزنجان الريفي. يقدر عدد سكانها بـ 579 نسمة بحسب إحصاء 2016.